# Changzhi
Changzhi (en chino, 长治; pinyin, Chángzhì) es una ciudad-prefectura en la provincia de Shanxi, República Popular China.  Limita al norte con Jinzhong,al sur con Jiaozuo,al oeste con Linfen y al este con la Anyang. Su área es de 13 955 km² y su población total para 2010 superó los 3,3 millones de habitantes. 

## Administración
La ciudad prefectura de Changzhi está conformada de 13 localidades que se administran en 2 distritos urbanos, 1 ciudad suburbana y 10 condados rurales.
- Distrito Chéng  城区
- Distrito Jiāo 郊区
- Ciudad Lucheng 潞城市
- Distrito Shangdang 上党区
- Condado Xiangyuan 襄垣县
- Condado Tunliu 屯留县
- Condado Pingshun 平顺县
- Condado Licheng 黎城县
- Condad Huguan 壶关县
- Condado Zhangzi 长子县
- Condado Wuxiang 武乡县
- Condado Qin 沁县
- Condado Qinyuan 沁源县

## Clima
Changzhi tiene un clima continental húmedo bastante seco, influenciado por los monzones, con inviernos fríos y muy secos, y veranos muy cálidos y algo húmedos. La temperatura media mensual de 24 horas varía de -4,7 °C en enero a 22,5 °C en julio, y la media anual es de 9,89 °C.
| Parámetros climáticos promedio de Changzhi (1991–2020 normal, extremas 1971–2010) | Parámetros climáticos promedio de Changzhi (1991–2020 normal, extremas 1971–2010) | Parámetros climáticos promedio de Changzhi (1991–2020 normal, extremas 1971–2010) | Parámetros climáticos promedio de Changzhi (1991–2020 normal, extremas 1971–2010) | Parámetros climáticos promedio de Changzhi (1991–2020 normal, extremas 1971–2010) | Parámetros climáticos promedio de Changzhi (1991–2020 normal, extremas 1971–2010) | Parámetros climáticos promedio de Changzhi (1991–2020 normal, extremas 1971–2010) | Parámetros climáticos promedio de Changzhi (1991–2020 normal, extremas 1971–2010) | Parámetros climáticos promedio de Changzhi (1991–2020 normal, extremas 1971–2010) | Parámetros climáticos promedio de Changzhi (1991–2020 normal, extremas 1971–2010) | Parámetros climáticos promedio de Changzhi (1991–2020 normal, extremas 1971–2010) | Parámetros climáticos promedio de Changzhi (1991–2020 normal, extremas 1971–2010) | Parámetros climáticos promedio de Changzhi (1991–2020 normal, extremas 1971–2010) | Parámetros climáticos promedio de Changzhi (1991–2020 normal, extremas 1971–2010) |
| Mes                                                                               | Ene.                                                                              | Feb.                                                                              | Mar.                                                                              | Abr.                                                                              | May.                                                                              | Jun.                                                                              | Jul.                                                                              | Ago.                                                                              | Sep.                                                                              | Oct.                                                                              | Nov.                                                                              | Dic.                                                                              | Anual                                                                             |
| --------------------------------------------------------------------------------- | --------------------------------------------------------------------------------- | --------------------------------------------------------------------------------- | --------------------------------------------------------------------------------- | --------------------------------------------------------------------------------- | --------------------------------------------------------------------------------- | --------------------------------------------------------------------------------- | --------------------------------------------------------------------------------- | --------------------------------------------------------------------------------- | --------------------------------------------------------------------------------- | --------------------------------------------------------------------------------- | --------------------------------------------------------------------------------- | --------------------------------------------------------------------------------- | --------------------------------------------------------------------------------- |
| Temp. máx. abs. (°C)                                                              | 16.0                                                                              | 22.9                                                                              | 27.9                                                                              | 34.7                                                                              | 36.7                                                                              | 38.1                                                                              | 37.3                                                                              | 33.4                                                                              | 35.1                                                                              | 29.2                                                                              | 24.3                                                                              | 18.9                                                                              | '                                                                                 |
| Temp. máx. media (°C)                                                             | 2.3                                                                               | 5.9                                                                               | 12.1                                                                              | 19.2                                                                              | 24.2                                                                              | 27.7                                                                              | 28.3                                                                              | 26.8                                                                              | 22.8                                                                              | 17.3                                                                              | 10.1                                                                              | 3.7                                                                               | 16.7                                                                              |
| Temp. media (°C)                                                                  | -4.2                                                                              | -0.7                                                                              | 5.2                                                                               | 12.1                                                                              | 17.5                                                                              | 21.3                                                                              | 22.5                                                                              | 21.0                                                                              | 16.5                                                                              | 10.7                                                                              | 3.8                                                                               | -2.5                                                                              | 10.3                                                                              |
| Temp. mín. media (°C)                                                             | -9.1                                                                              | -5.6                                                                              | -0.1                                                                              | 6.2                                                                               | 11.6                                                                              | 15.6                                                                              | 18.0                                                                              | 16.6                                                                              | 11.5                                                                              | 5.4                                                                               | -1.2                                                                              | -7.2                                                                              | 5.1                                                                               |
| Temp. mín. abs. (°C)                                                              | -21.9                                                                             | -19.4                                                                             | -15.0                                                                             | -6.4                                                                              | 0.1                                                                               | 4.9                                                                               | 11.3                                                                              | 7.7                                                                               | 0.9                                                                               | -6.8                                                                              | -18.3                                                                             | -22.2                                                                             | '                                                                                 |
| Precipitación total (mm)                                                          | 5.9                                                                               | 10.7                                                                              | 11.6                                                                              | 30.5                                                                              | 55.7                                                                              | 73.9                                                                              | 137.4                                                                             | 109.1                                                                             | 63.1                                                                              | 37.2                                                                              | 18.9                                                                              | 5.3                                                                               | 559.3                                                                             |
| Días de precipitaciones (≥ 0.1 mm)                                                | 3.8                                                                               | 4.3                                                                               | 4.6                                                                               | 6.3                                                                               | 8.4                                                                               | 10.5                                                                              | 13.5                                                                              | 12.3                                                                              | 9.4                                                                               | 7.1                                                                               | 5.2                                                                               | 3.4                                                                               | 88.8                                                                              |
| Días de nevadas (≥ 1 mm)                                                          | 4.9                                                                               | 5.3                                                                               | 3.7                                                                               | 0.9                                                                               | 0                                                                                 | 0                                                                                 | 0                                                                                 | 0                                                                                 | 0                                                                                 | 0.1                                                                               | 2.6                                                                               | 4.3                                                                               | 21.8                                                                              |
| Horas de sol                                                                      | 175.8                                                                             | 173.0                                                                             | 206.6                                                                             | 236.8                                                                             | 258.5                                                                             | 231.2                                                                             | 212.1                                                                             | 203.4                                                                             | 177.7                                                                             | 185.6                                                                             | 177.2                                                                             | 181.9                                                                             | 2419.8                                                                            |
| Humedad relativa (%)                                                              | 53                                                                                | 53                                                                                | 49                                                                                | 49                                                                                | 53                                                                                | 60                                                                                | 76                                                                                | 79                                                                                | 73                                                                                | 64                                                                                | 59                                                                                | 53                                                                                | 60.1                                                                              |
| Fuente n.º 1: Administración Meteorológica de China                               |                                                                                   |                                                                                   |                                                                                   |                                                                                   |                                                                                   |                                                                                   |                                                                                   |                                                                                   |                                                                                   |                                                                                   |                                                                                   |                                                                                   |                                                                                   |
| Fuente n.º 2: Weather China                                                       |                                                                                   |                                                                                   |                                                                                   |                                                                                   |                                                                                   |                                                                                   |                                                                                   |                                                                                   |                                                                                   |                                                                                   |                                                                                   |                                                                                   |                                                                                   |